# Sericania yamauchii
Sericania yamauchii är en skalbaggsart som beskrevs av K. Sawada 1938. Sericania yamauchii ingår i släktet Sericania och familjen Melolonthidae. Inga underarter finns listade i Catalogue of Life.